# النعمان بن إبراهيم الزرنوجي
هو النعمان بن إبراهيم بن الخليل الزرنوجي، وشهرته تاج الدين: أديب، من أهل بخارى. أصله من زرنوج.

## المؤلفات
- الموضح في شرح المقامات الحريرية .